# 岩本駅
岩本駅（いわもとえき）は、群馬県沼田市岩本町にある、東日本旅客鉄道（JR東日本）上越線の駅である。

## 歴史
- 1924年（大正13年）3月31日：開業[1]。
- 1962年（昭和37年）12月15日：貨物の取り扱いを廃止[2]。
- 1984年（昭和59年）2月1日：荷物の扱いを廃止[1]。
- 1985年（昭和60年）8月10日：無人化（書類上の無人化は同年3月14日[3]）。その後、特別改札で駅業務を継続。[要出典]
- 1987年（昭和62年）4月1日：国鉄分割民営化により、東日本旅客鉄道（JR東日本）の駅となる[1]。
- 2004年（平成16年）5月1日：再度無人化。[要出典]
- 2009年（平成21年）3月14日：東京近郊区間の拡大により、ICカード「Suica」の利用が可能となる[4]。
- 2010年（平成22年）3月13日：新駅舎（現行）の使用を開始[5]。
- 2019年（令和元年）11月1日：沼田駅の業務委託化に伴い、管理駅を水上駅に変更。[要出典]

## 駅構造
単式ホーム2面2線を有する地上駅である。かつては駅舎の西側に接する形で単式ホーム1面1線、その西側に島式ホーム1面2線があり、あわせて2面3線を持つ構造であったが、島式ホームの駅舎側の線路が撤去されて、現在の構造となった。駅舎に近いホームに上野方面、遠いホームに長岡方面の列車が発着している。互いのホームは跨線橋で連絡している。なお、ホームは嵩上げされておらず、電車とホームの間の段差が大きくなる。
かつては敷島駅（旧駅舎）、八木原駅、群馬総社駅とよく似た古い木造の駅舎があったが、2010年（平成22年）に現在の駅舎に建て替えられた。旧駅舎は1982年（昭和57年）に、グリコセシルチョコレートのCMに使われたことがある（作中では「美里駅」に改名）。
水上駅管理の無人駅である。簡易Suica改札機が駅舎内に設置されている。2019年（令和元年）7月に簡易自動券売機が乗車駅証明書発行機に交換され、当駅での乗車券の購入が不可能となった。海抜は約291メートル。

### のりば
| ホーム | 路線    | 方向 | 行先           |
| ------ | ------- | ---- | -------------- |
| 駅舎側 | ■上越線 | 上り | 高崎方面       |
| 反対側 | ■上越線 | 下り | 水上・長岡方面 |

- 2023年（令和5年）10月現在、のりば番号は設定されていない[7]。

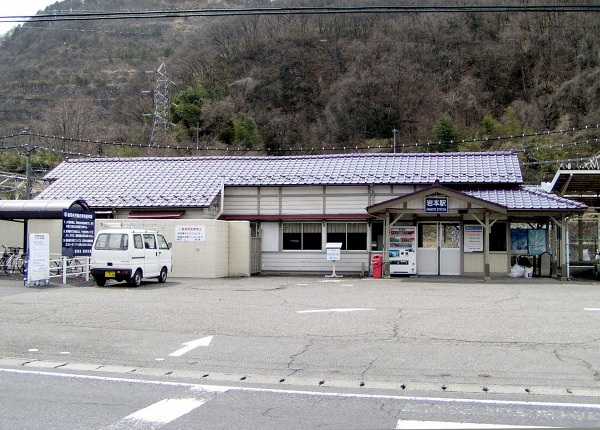
旧駅舎（2006年3月）
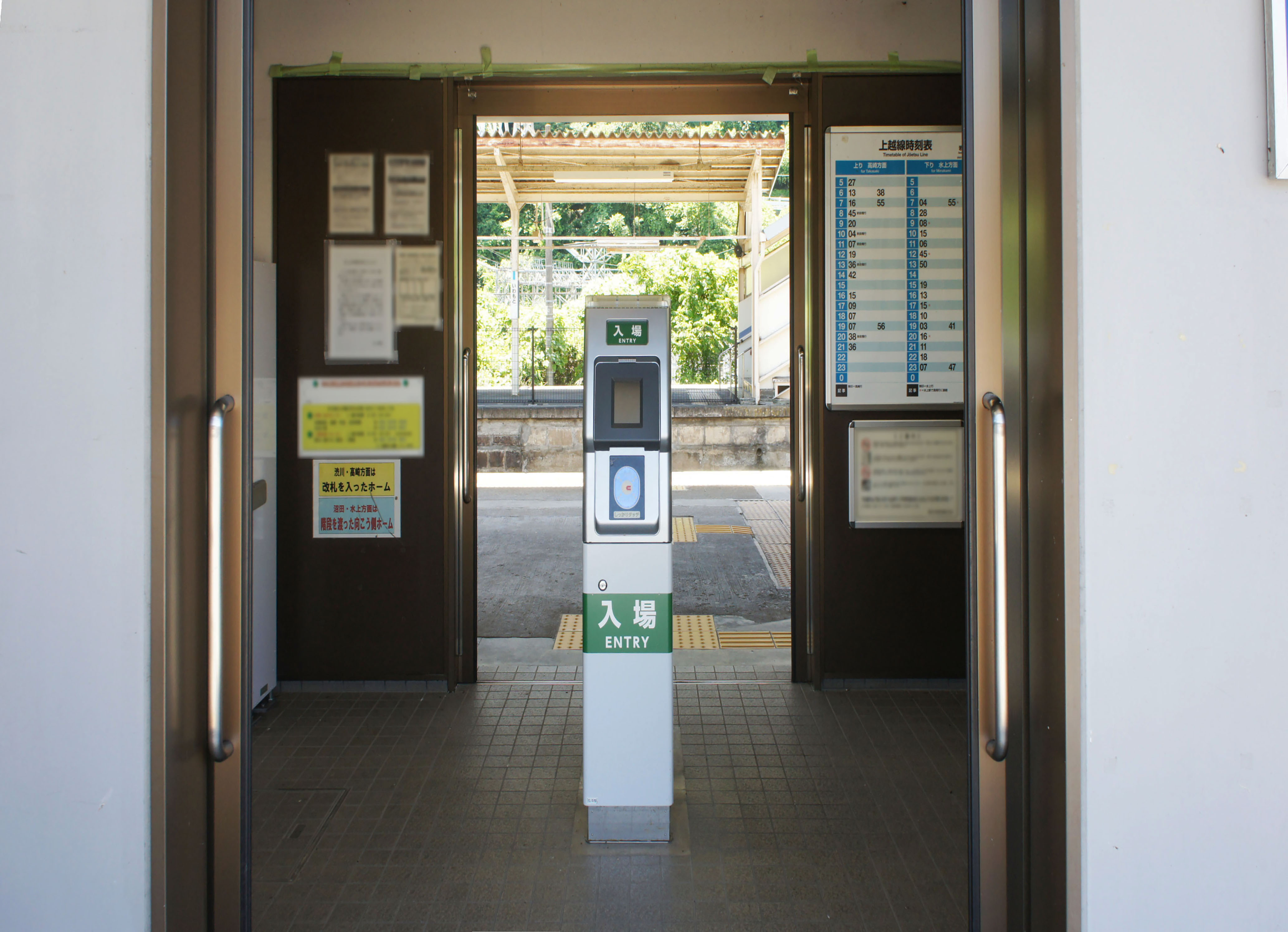
改札口（2021年7月）
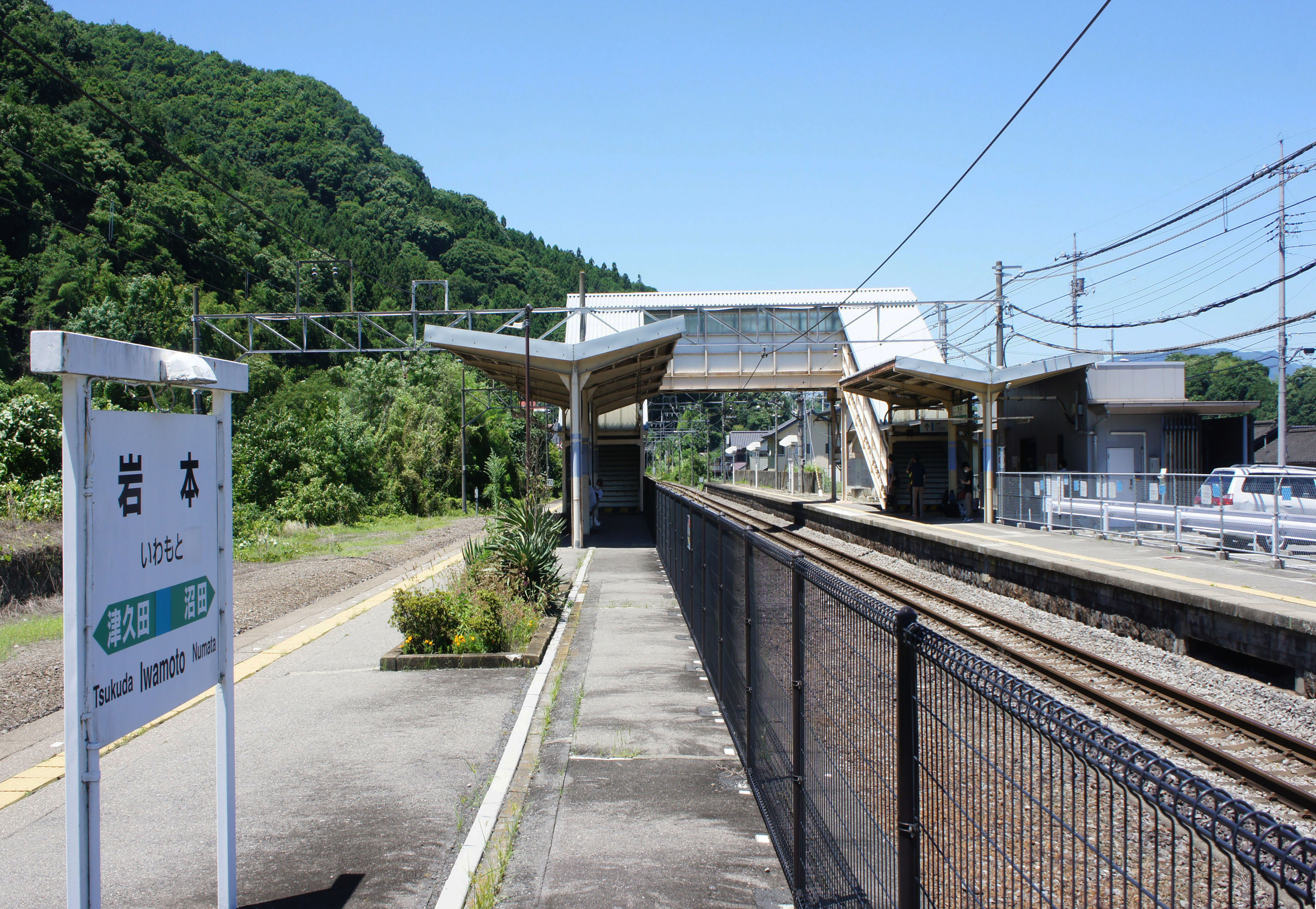
ホーム（2021年7月）

## 利用状況
「群馬県統計年鑑」によると、2000年度（平成12年度）- 2013年度（平成25年度）の1日平均乗車人員の推移は以下のとおりであった。
| 乗車人員推移       | 乗車人員推移     | 乗車人員推移 |
| 年度               | 1日平均 乗車人員 | 出典         |
| ------------------ | ---------------- | ------------ |
| 2000年（平成12年） | 253              | [ 県 1 ]     |
| 2001年（平成13年） | 252              | [ 県 2 ]     |
| 2002年（平成14年） | 236              | [ 県 3 ]     |
| 2003年（平成15年） | 232              | [ 県 4 ]     |
| 2004年（平成16年） | 246              | [ 県 5 ]     |
| 2005年（平成17年） | 241              | [ 県 6 ]     |
| 2006年（平成18年） | 234              | [ 県 7 ]     |
| 2007年（平成19年） | 233              | [ 県 8 ]     |
| 2008年（平成20年） | 254              | [ 県 9 ]     |
| 2009年（平成21年） | 252              | [ 県 10 ]    |
| 2010年（平成22年） | 256              | [ 県 11 ]    |
| 2011年（平成23年） | 238              | [ 県 12 ]    |
| 2012年（平成24年） | 236              | [ 県 13 ]    |
| 2013年（平成25年） | 263              | [ 県 14 ]    |

## 駅周辺

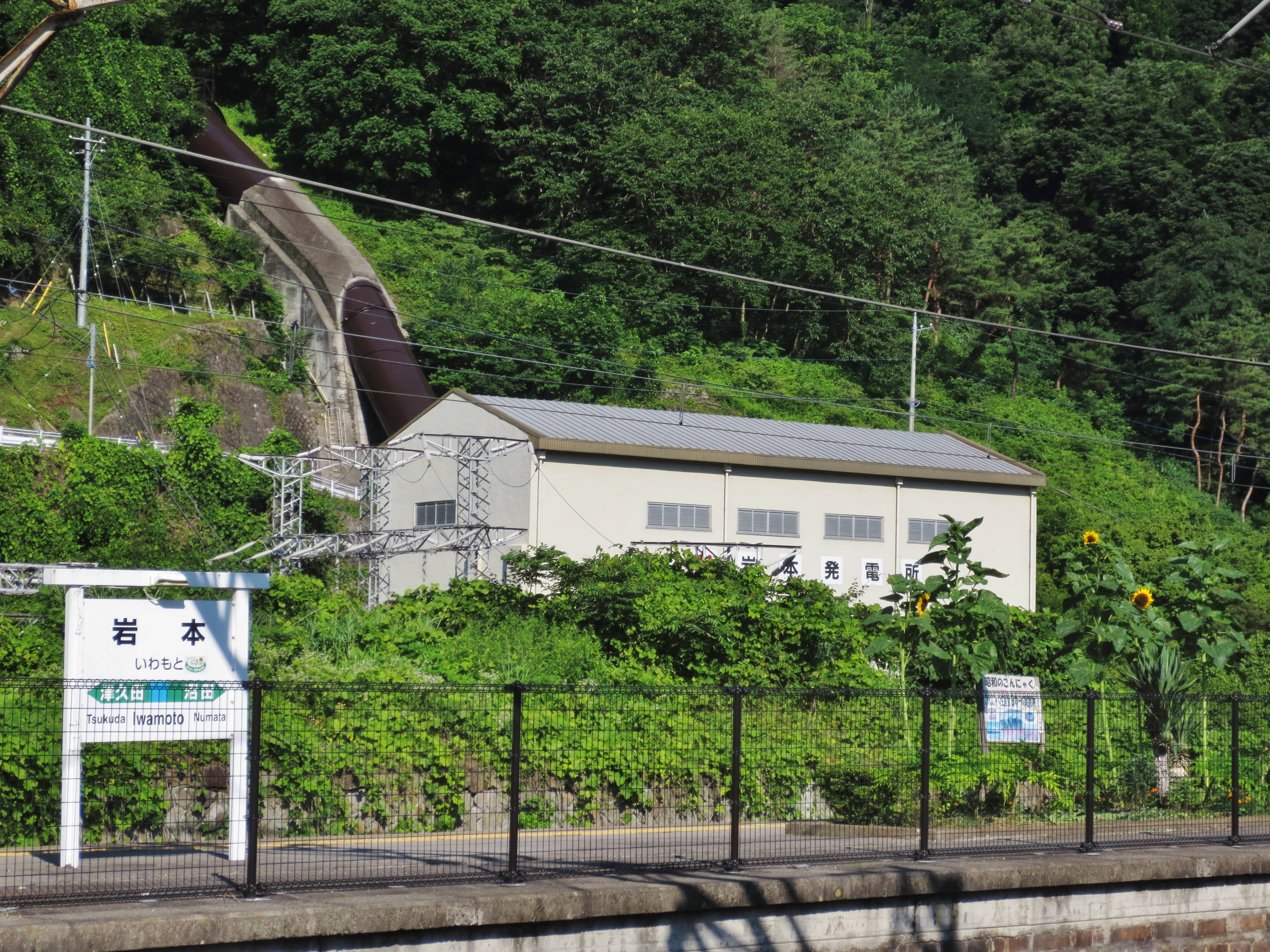
岩本発電所
岩本駅ホーム越しに望む。

駅前を国道17号が走っている。国道に並行して、利根川が南北に流れている。
- 雲昌寺 - 群馬県指定天然記念物のケヤキがある。徒歩約20分。
- 東京電力リニューアブルパワー岩本発電所 - 駅裏にある水力発電所。長岡方面ホームから望むことができる。
- 沼田市バス「岩本駅」停留所

## 隣の駅
東日本旅客鉄道（JR東日本）
■上越線
津久田駅 - 岩本駅 - 沼田駅

### 記事本文